# 白潟町
白潟町（しらかたまち）は、千葉県長生郡（長柄郡）にかつて存在した村である。現在の白子町の南部にあたる。
小湊鉄道のバスターミナルである「白子車庫」は、合併前は「白潟」と称した。白子町立白潟小学校などにその名をとどめる。

## 沿革
- 1889年（明治22年）4月1日 - 町村制施行に伴い、中里村、驚村、幸治村、八斗村、古所村が合併して長柄郡白潟村が発足。
- 1897年（明治30年）4月1日 - 長狭郡、上埴生郡が統合されて長生郡となる。
- 1940年（昭和15年）2月11日 - 町制を施行し白潟町となる。
- 1955年（昭和30年）2月11日 - 南白亀村、関村と合併し、白子町を新設。同日白潟町廃止。